# رافاييل غارسيا
رافاييل غارسيا (بالإسبانية: Rafael García Cortés)‏ (18 يناير 1958 مدريد إسبانيا - ) هو لاعب كرة قدم إسباني يلعب كمدافع.

## روابط خارجية
- رافاييل غارسيا على موقع الاتحاد الدولي (مؤرشف)  (الإنجليزية)
- رافاييل غارسيا على موقع قاعدة بيانات كرة القدم.إي يو (الإنجليزية)
- رافاييل غارسيا على موقع عالم كرة القدم.نت (الإنجليزية)